# 在デュッセルドルフ日本国総領事館
在デュッセルドルフ日本国総領事館（ドイツ語: Japanisches Generalkonsulat Düsseldorf、英語: Consulate-General of Japan in Düsseldorf）は、ドイツの都市デュッセルドルフに設置されている日本の総領事館である。
2018年10月1日時点で、在外公館別在留邦人数は1万4921人となっており、これは在外公館別で第28位、ドイツでは最大規模である。

## 沿革

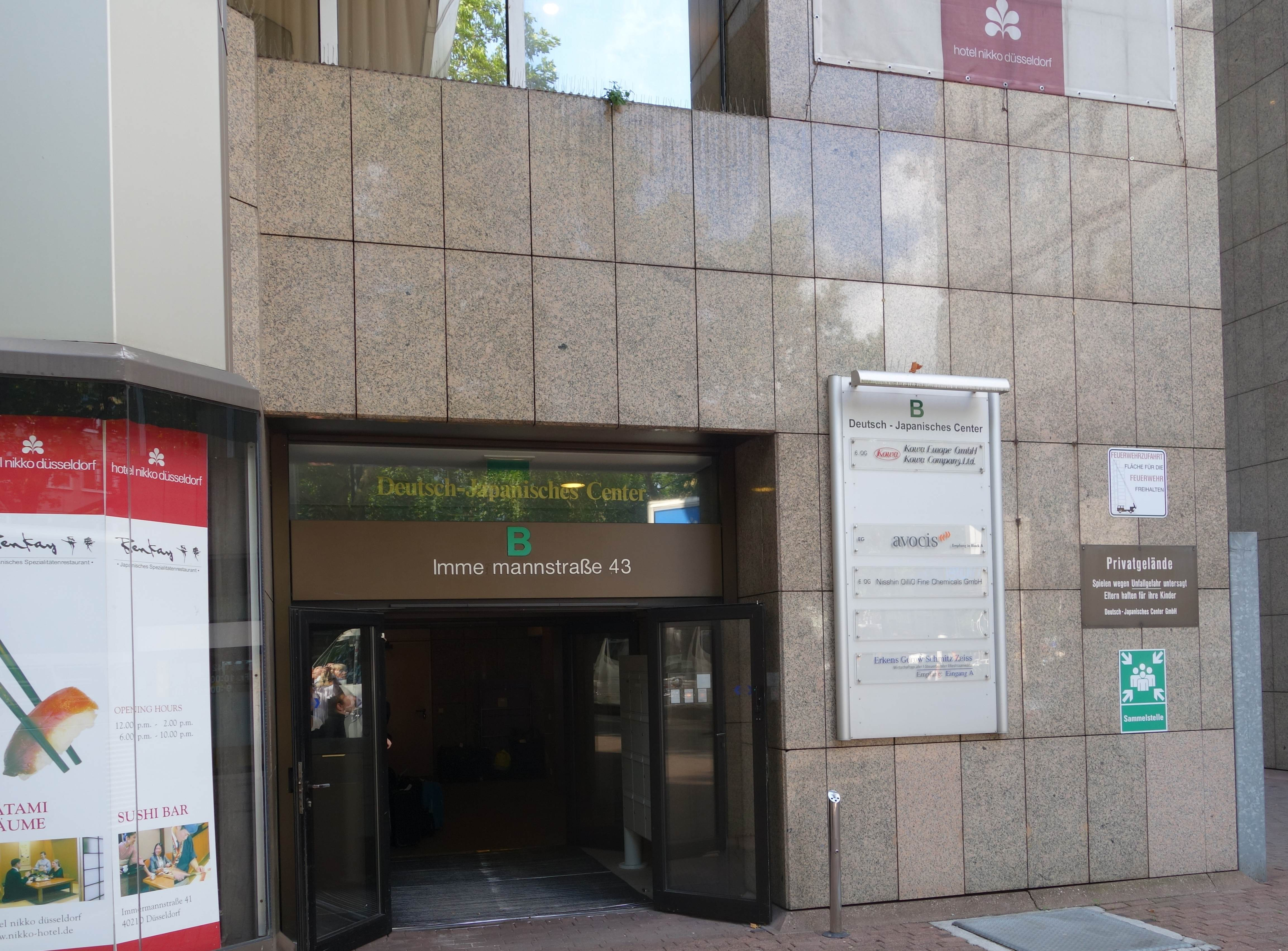
イマーマンシュトラッセにあった頃の在デュッセルドルフ日本国総領事館（2014年）

- 1964年5月11日、在デュッセルドルフ日本国総領事館分館の開設が定められる[2]
- 1965年2月4日、総領事館分館が開設される[3]
- 1967年6月5日、総領事館分館が在デュッセルドルフ日本国総領事館に改組される[4]
- 2016年6月20日、先週末までイマーマンシュトラッセ (Immermannstraße) にあった総領事館が、同じデュッセルドルフ市内のブライテ・シュトラッセ（ドイツ語版）に移転する[5]

## 所在地
| 日本語         | 〒40213 デュッセルドルフ市ブライテ・シュトラッセ（ブライテ通り）27 |
| ドイツ語・英語 | Breite Straße 27, 40213 Düsseldorf                                 |

## 管轄地域
ノルトライン＝ヴェストファーレン州（NRW州）を管轄。